# JR博多シティ
JR博多シティ（ジェイアールはかたシティ）は、福岡県福岡市博多区博多駅中央街にある博多駅博多口の駅ビル・大型商業施設。
九州旅客鉄道株式会社（JR九州）の子会社、株式会社JR博多シティが管理・運営する。JR九州が手がけるファッションビルの「アミュプラザ博多」や百貨店の「博多阪急」などで構成される。

## 経緯
博多駅博多口の改築構想は2005年3月31日にその構想が明らかになった。2011年の九州新幹線鹿児島ルート全線開業を見据え、同時期の完成を目指して、2006年から駅ビル解体及び新築、在来線ホームの再編と新幹線ホームの増設、駅周辺の環境整備等の総合再開発が行われた。
駅ビルの核テナント誘致に際しては、博多井筒屋、髙島屋、阪急百貨店、丸井などのデパートが出店に名乗りを挙げたが、最終的にはJR九州との関係や条件が合致する阪急百貨店が入居することが決定し、「博多阪急」として出店した。阪急百貨店にとってはこれが九州初進出となった。
この新駅ビルテナントの選定をめぐっては、博多口側旧駅ビル「博多ステーションビル」に1966年から入店していた博多井筒屋が難色を示し、「新駅ビルへの優先入居」を主張。福岡簡易裁判所において、博多井筒屋の親会社である井筒屋（北九州市）とJR九州の間で調停を行うものの、調停は難航した。調停の長期化や入居を求めての訴訟への発展、駅ビルからの退店拒否も危惧され始め、調停決裂が現実味を帯び始めた。そのようなことになれば新駅ビル建設スケジュールに大きく影響する恐れがあった。結局2006年9月15日に、JR九州側が井筒屋側に保証金約45億円を支払うことで博多井筒屋は2007年3月31日までに旧駅ビルから退店することに合意した（法人としての博多井筒屋は撤退後に解散）。

## 施設詳細

### ビル諸元
旧駅ビルの全面改築及び博多駅在来線ホーム上空の利活用により敷地面積約2万2000平方メートル、延べ床面積約20万平方メートル（旧駅ビルの約7倍の延べ床面積）、鉄骨鉄筋コンクリート造（一部鉄骨造）の地上10階（塔屋1階）・地下3階の駅ビルを建築している。総工費は約1000億円。新ビルは、ビル正面図の南北方向の総延長は約240mで、南寄り部分が東側の在来線ホーム上に約60mせり出すL字形のビルとなっている。地上高は約60m。駅ビルとしては国内最大規模を誇る。
環境に配慮し、断熱複層ガラスや太陽光発電、屋上緑化、ミスト冷却などを採用している。夜間はビルと駅前広場がライトアップされる。照明デザインは有限会社スタイルマテック・松本設計室 による。エレベーターは博多口側はビル北寄り「東急ハンズ側エレベーター」、ビル中央「中央エレベーター」、ビル南寄り「阪急百貨店側(博多口)エレベーター」の3群と、「阪急百貨店(筑紫口)エレベーター」の、合わせて4群が設置される。エスカレーターは全フロア通し（一部フロア除く）のものがビル北寄りと中央（アミュプラザ博多内）にそれぞれ2群、博多阪急内にも2群設置される。その他、中央コンコースの入口すぐの吹き抜けや、屋外に駅前広場と地上2 - 3階を結ぶ物をはじめ、多数の連絡用エスカレーターが設置。
博多阪急正面入口近くのビル正面の外壁には、300インチ程度の大型映像装置「JR博多シティビジョン」がある。また、中央コンコースの博多口側吹き抜けに曲面式有機EL大型ビジョンが設置、2018年3月時点では国内最大。

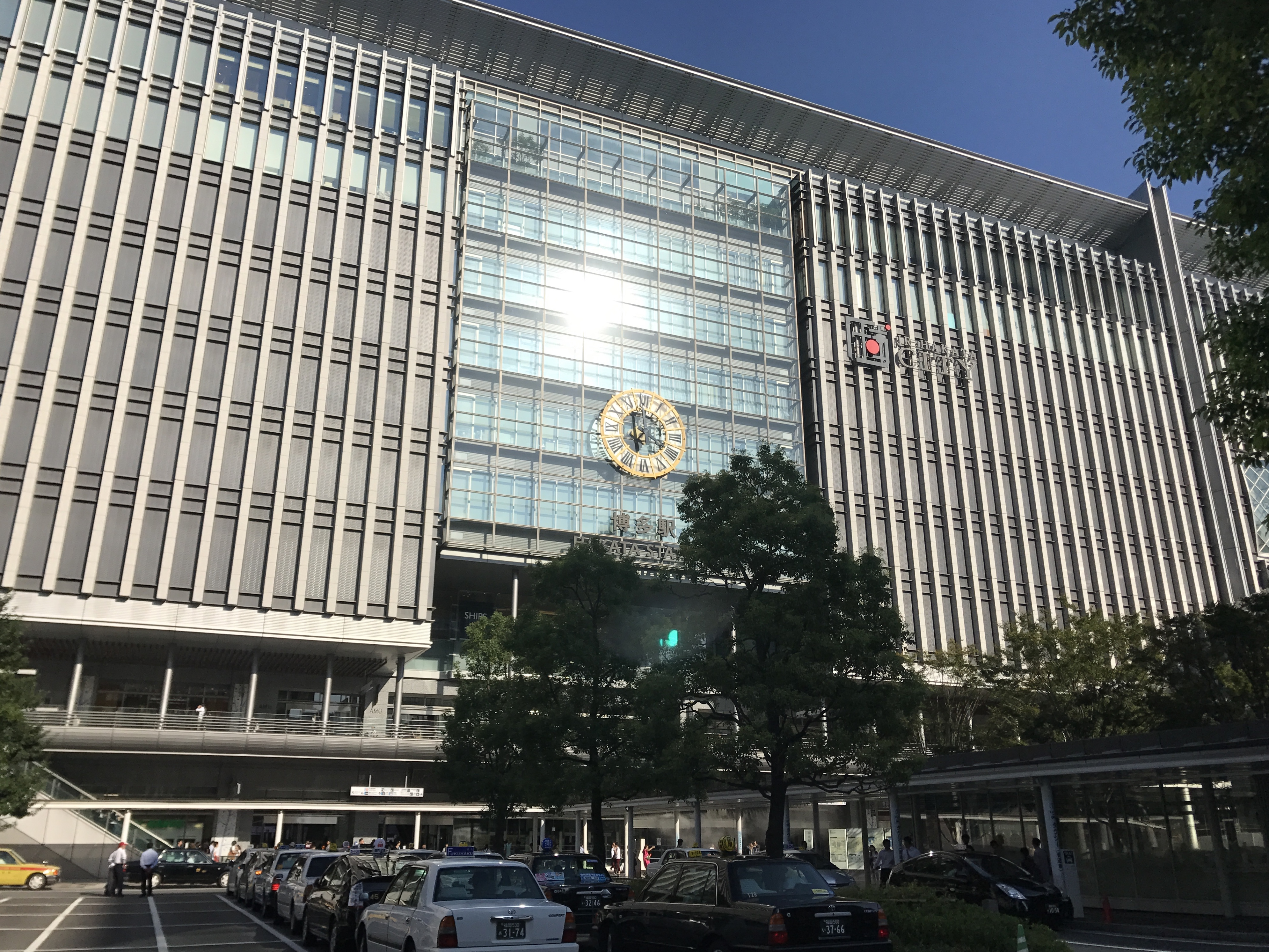
環境に配慮した断熱複層ガラス
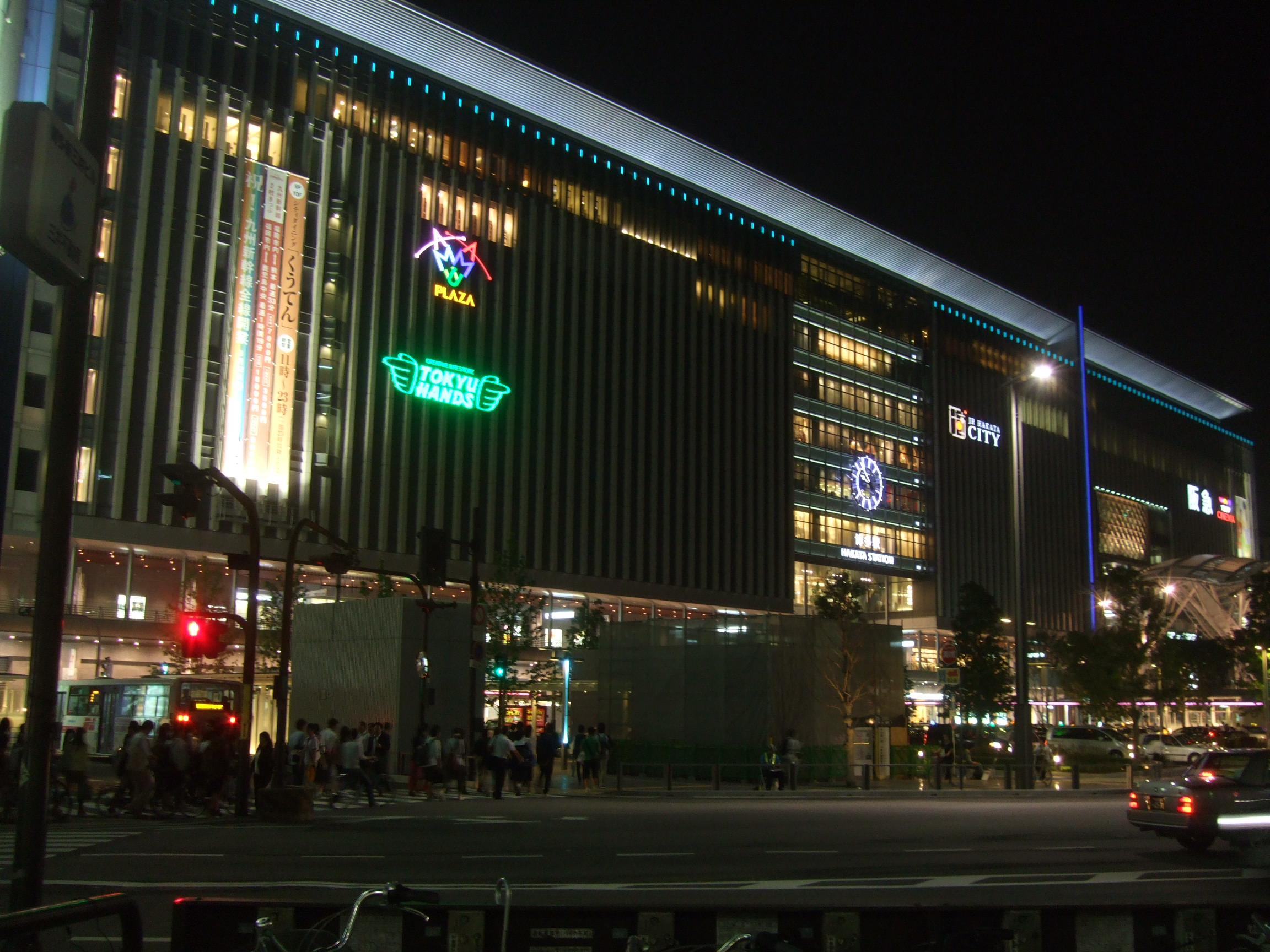
夜間のライトアップ
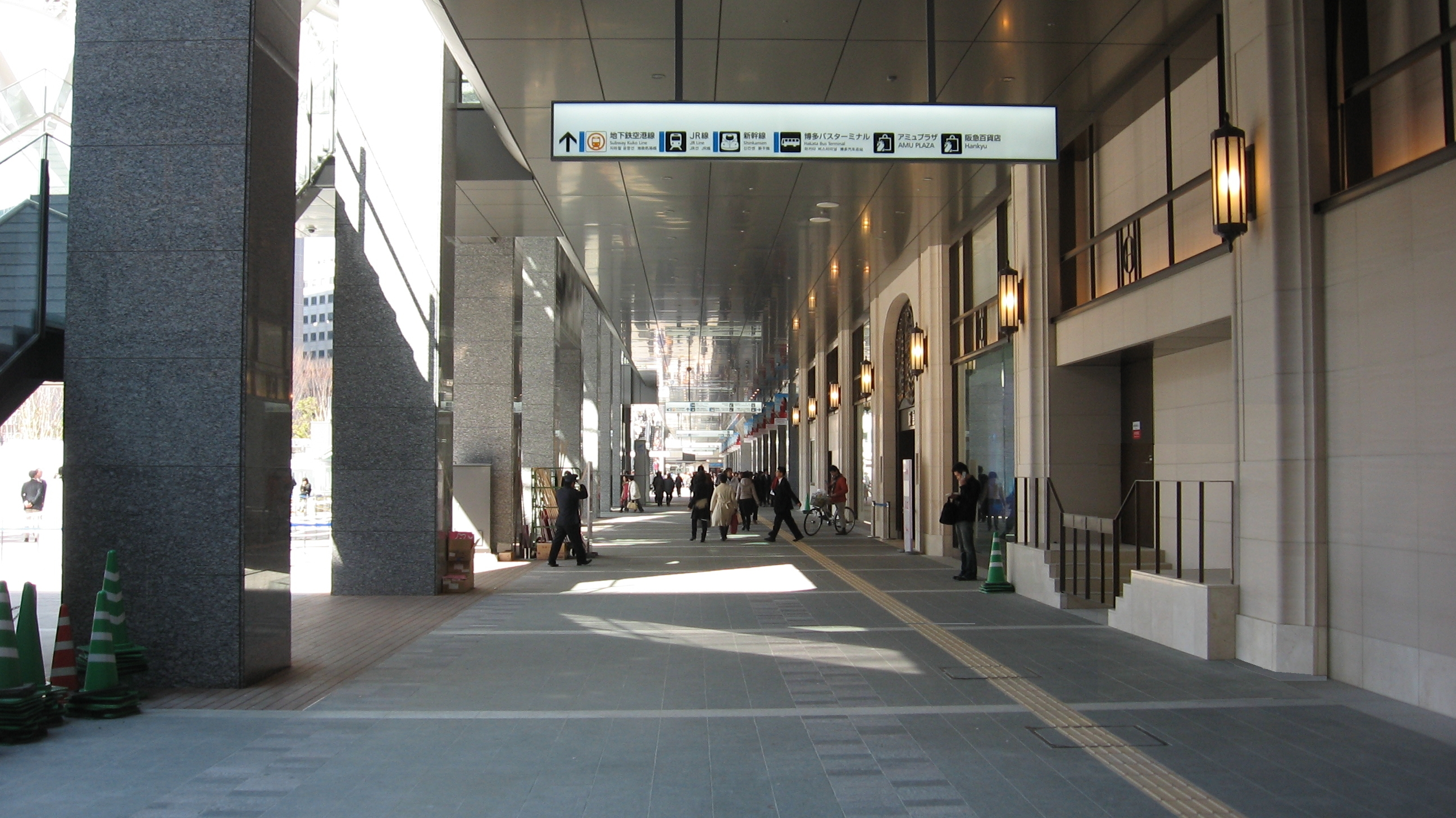
1階通路(博多阪急前)
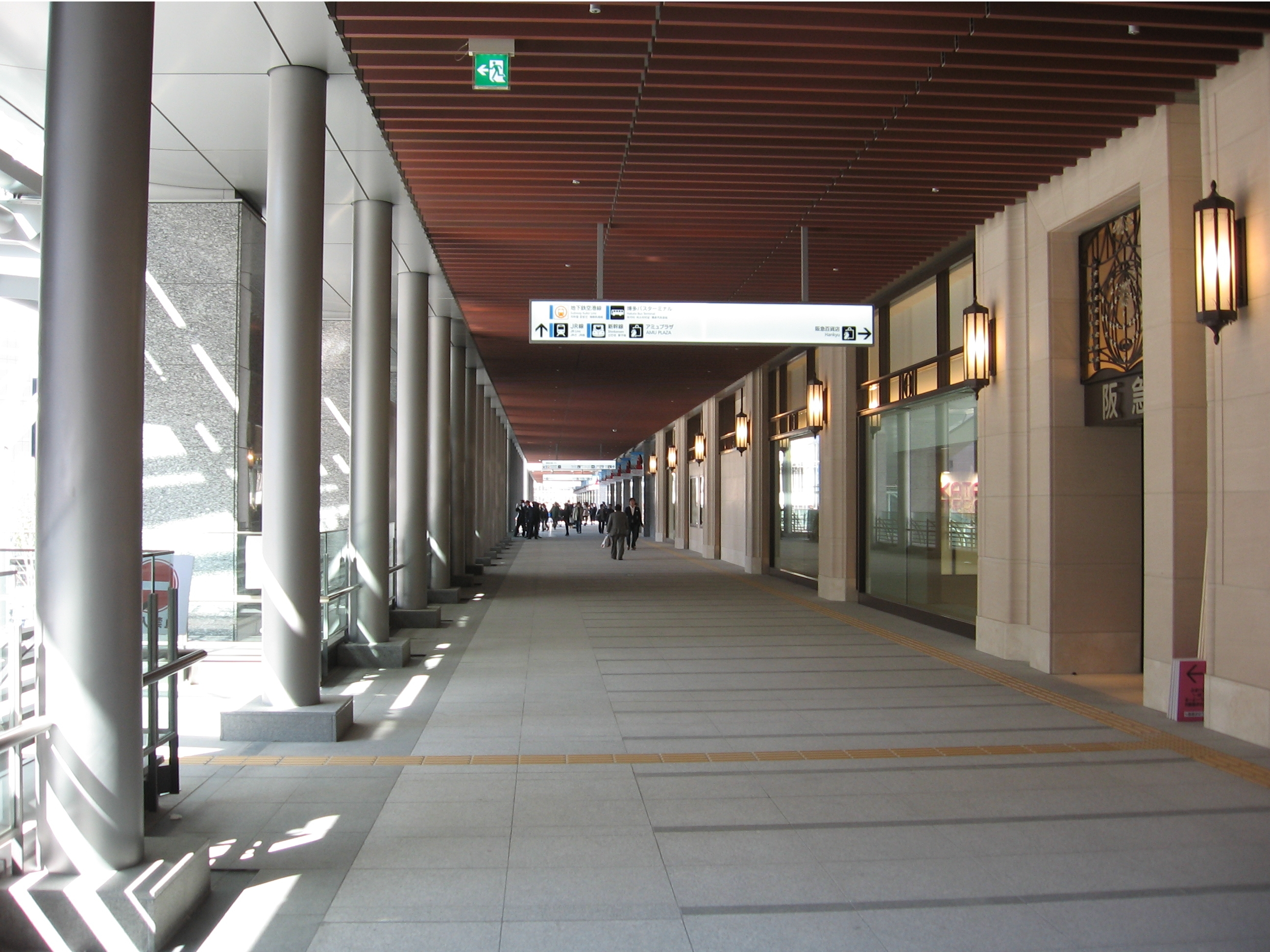
2階ペデストリアンデッキ(博多阪急前)

### テナント
ビル南寄り部分（KITTE博多側・ホームせり出し部分含む）の地下1階から地上8階に核テナントである阪急百貨店（博多阪急）が入居する。また、北寄り部分（博多バスターミナル側）の地下1階は「博多1番街」（後述）が入居。その他のビルの部分（南寄り部分の地上9・10階、北寄り部分の地上1階から地上10階）が専門店街「アミュプラザ博多(AMU)」となり、アミュプラザ博多内に「ハンズ」（1-5階）、シネマコンプレックス「ティ・ジョイ」（9・10階）、レストランゾーン「シティダイニング くうてん」(9・10階)などが入居する。
ビルの地下1階部分・駅前広場南寄りの地下1階部分は連携して、アミュプラザ博多の地下街路「アミュ地下」 として刷新されオープンしている。また、「博多1番街」や博多阪急の地下1階（「うまちか!」）などがある（後述）。
また、中央コンコースの博多口側から入ってすぐは吹き抜け構造(ふきぬけの森)となるほか、ビル南寄り部分（博多阪急側）の3階付近には、FM FUKUOKAのサテライトスタジオ「FM FUKUOKA JR HAKATA CITY Studio」 が入居し、オープンテラス「JR博多シティオープンテラス」が設置。また、南寄り部分の9階・10階には最大680席収容の多目的ホール「JR九州ホール」と貸会議室「JR博多シティ会議室」、「九大ビジネススクール」がある。

### フロア構成
JR博多シティや周辺の主なフロア・施設等の構成を示す。同一階層では、上段ほど筑紫口寄り、下段が博多口寄りである。
なおマイング博多駅名店街・博多1番街・博多駅地下街はJR博多シティ（アミュプラザ博多）には含まれず、運営企業も別である（博多ステーションビル）。
| 階      | 北← フロア →南                               | 北← フロア →南                               | 北← フロア →南                                 | 北← フロア →南                                 | 北← フロア →南                                 |
| ------- | -------------------------------------------- | -------------------------------------------- | ---------------------------------------------- | ---------------------------------------------- | ---------------------------------------------- |
| 屋上    | つばめの杜ひろば                             | つばめの杜ひろば                             | つばめの杜ひろば                               |                                                | -                                              |
| 10階    | シティダイニング くうてん                    | シティダイニング くうてん                    | シティダイニング くうてん                      |                                                | JR博多シティ会議室 九大ビジネススクール        |
| 9階     | シティダイニング くうてん                    | シティダイニング くうてん                    | シティダイニング くうてん                      |                                                | T・ジョイ博多 JR九州ホール                     |
| 8階     | AMU（アミュプラザ博多）                      | AMU（アミュプラザ博多）                      | AMU（アミュプラザ博多）                        |                                                | 博多阪急                                       |
| 7階     | AMU                                          | AMU                                          | AMU                                            |                                                | 博多阪急                                       |
| 6階     | AMU                                          | AMU                                          | AMU                                            |                                                | 博多阪急                                       |
| 5階     | ハンズ                                       | AMU                                          | AMU                                            |                                                | 博多阪急                                       |
| 4階     | ハンズ                                       | AMU                                          | AMU                                            |                                                | 博多阪急                                       |
| 3階     | 新幹線ホーム                                 | 新幹線ホーム                                 | 新幹線ホーム                                   | 新幹線ホーム                                   | 新幹線ホーム                                   |
| 3階     | ハンズ                                       | AMU                                          | AMU                                            | 3階改札等                                      | 博多阪急                                       |
| 中3階   | （上部空間）                                 | （上部空間）                                 | （上部空間）                                   | （上部空間）                                   | （上部空間）                                   |
| 中3階   | （上部空間）                                 | （上部空間）                                 | （上部空間）                                   | （上部空間）                                   | 博多阪急                                       |
| 2階     | DEITOS                                       | 新幹線コンコース                             | 新幹線コンコース                               | 新幹線コンコース                               | 新幹線コンコース                               |
| 2階     | 在来線ホーム                                 | 在来線ホーム                                 | 在来線ホーム                                   | 在来線ホーム                                   | 在来線ホーム                                   |
| 2階     | ハンズ                                       | ふきぬけの森                                 | AMU                                            | AMU                                            | 博多阪急                                       |
| 1階     | DEITOS マイング博多駅名店街                  | 中央 コンコース                              | AMU EST（アミュエスト） DEITOS（いっぴん通り） | AMU EST（アミュエスト） DEITOS（いっぴん通り） | AMU EST（アミュエスト） DEITOS（いっぴん通り） |
| 1階     | ハンズ                                       | 中央 コンコース                              | AMU                                            | サブコンコース                                 | 博多阪急                                       |
| 地下1階 | DEITOS                                       |                                              | AMU EST                                        | AMU EST                                        | AMU EST                                        |
| 地下1階 | 博多1番街                                    | アミュ地下等                                 | アミュ地下等                                   | アミュ地下等                                   | 博多阪急等                                     |
| 地下1階 | 博多駅地下街・地下鉄博多駅 コンコース/連絡口 | 博多駅地下街・地下鉄博多駅 コンコース/連絡口 | 博多駅地下街・地下鉄博多駅 コンコース/連絡口   | 博多駅地下街・地下鉄博多駅 コンコース/連絡口   | アミュ地下                                     |

※背景色緑の部分は、「JR博多シティ」ビル躯体外の部分となる。各エリアの連絡経路は後の#駅連絡路・改札等を参照。

### 屋上
屋上には「つばめの杜ひろば」がある。各種展望テラスを備えており、駅周辺の展望が可能である。また、鉄道神社やイベントステージなども備えるほか、1909年開業の博多駅駅舎（「2代目」とされる）に使われていた柱が広場に設置されている。また、ミニSL庭園内を走る。当初は「つばめ電車」、2012年2月25日からは、新デザインの「くろちゃん電車」、2021年3月6日から「ドリームつばめ号」が走っている。なお、当初小型犬のドッグランがあったが2012年2月29日で営業を終了し、跡地は3月24日から子供向けスペース「くろちゃんひろば」になった。2011年8月にはつばめの杜ひろば、タイル画アートプロジェクトがブルネル賞（デザイン部門奨励賞）を受賞した。また、博多口駅前広場はグッドデザイン賞を受賞している。
また、福岡空港が付近に立地する関係で、周辺は航空法によりビルの高さ制限が行われている。そのため上写真のように建築物の高さが均一に揃っている。

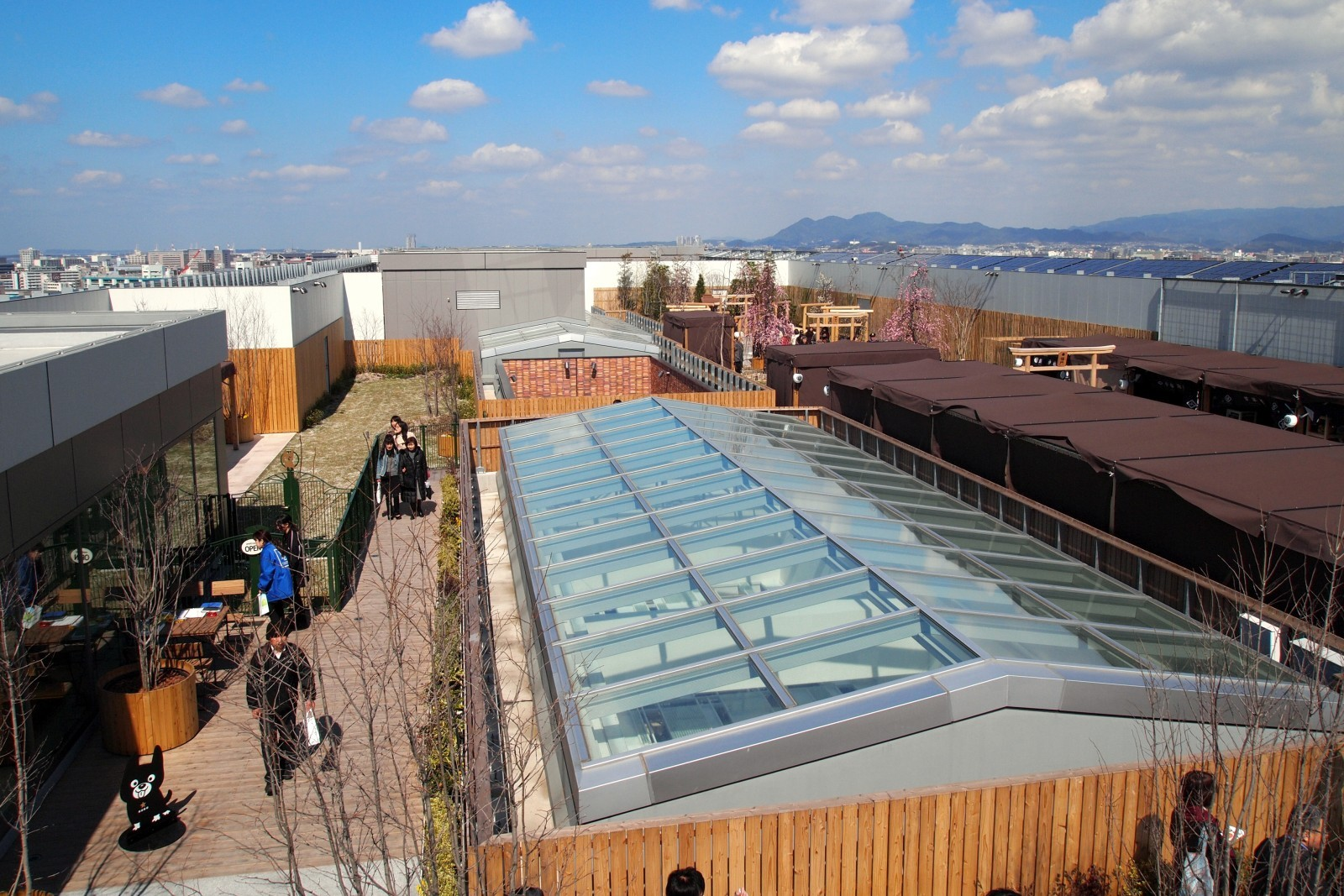
屋上の様子
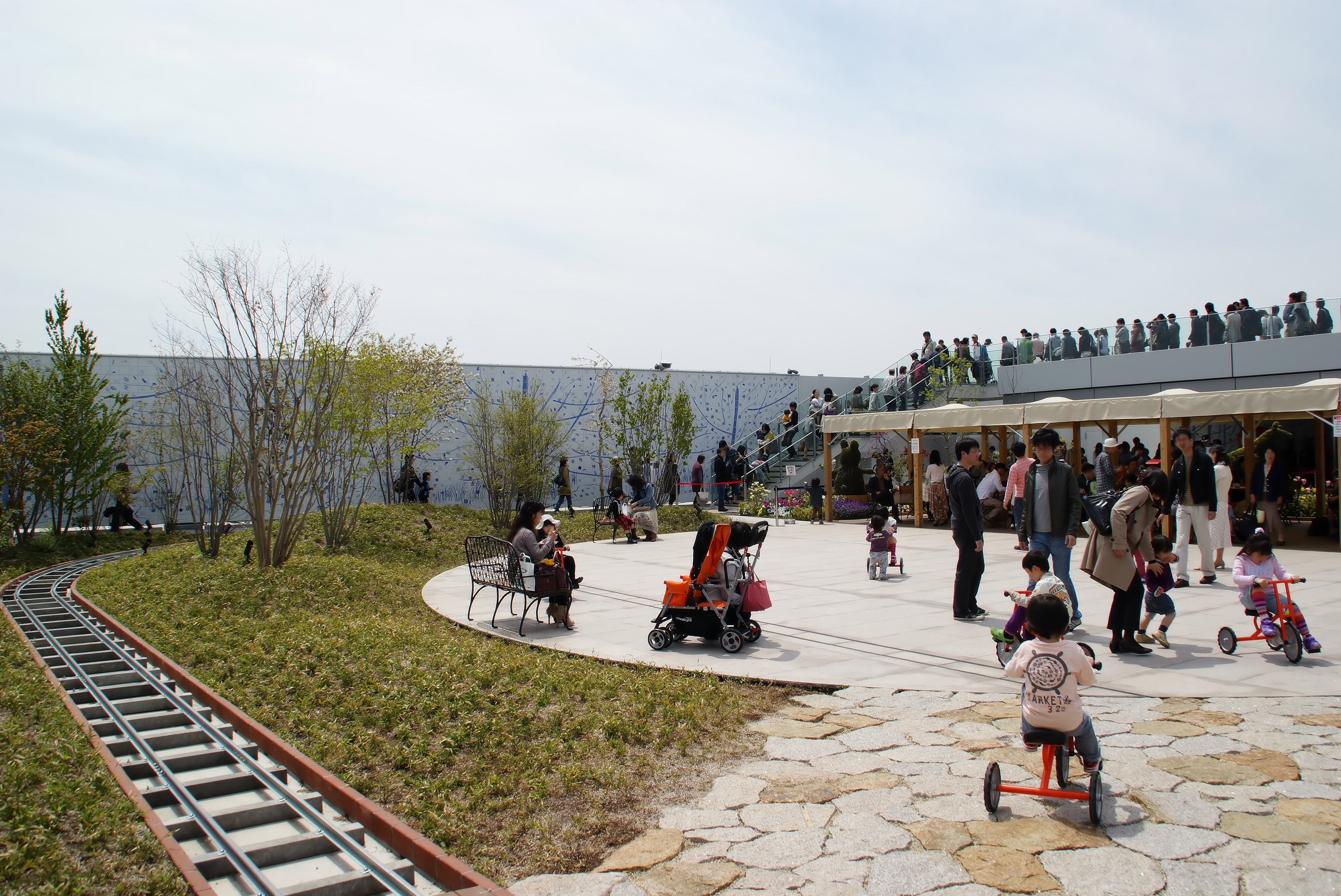
つばめの杜ひろば
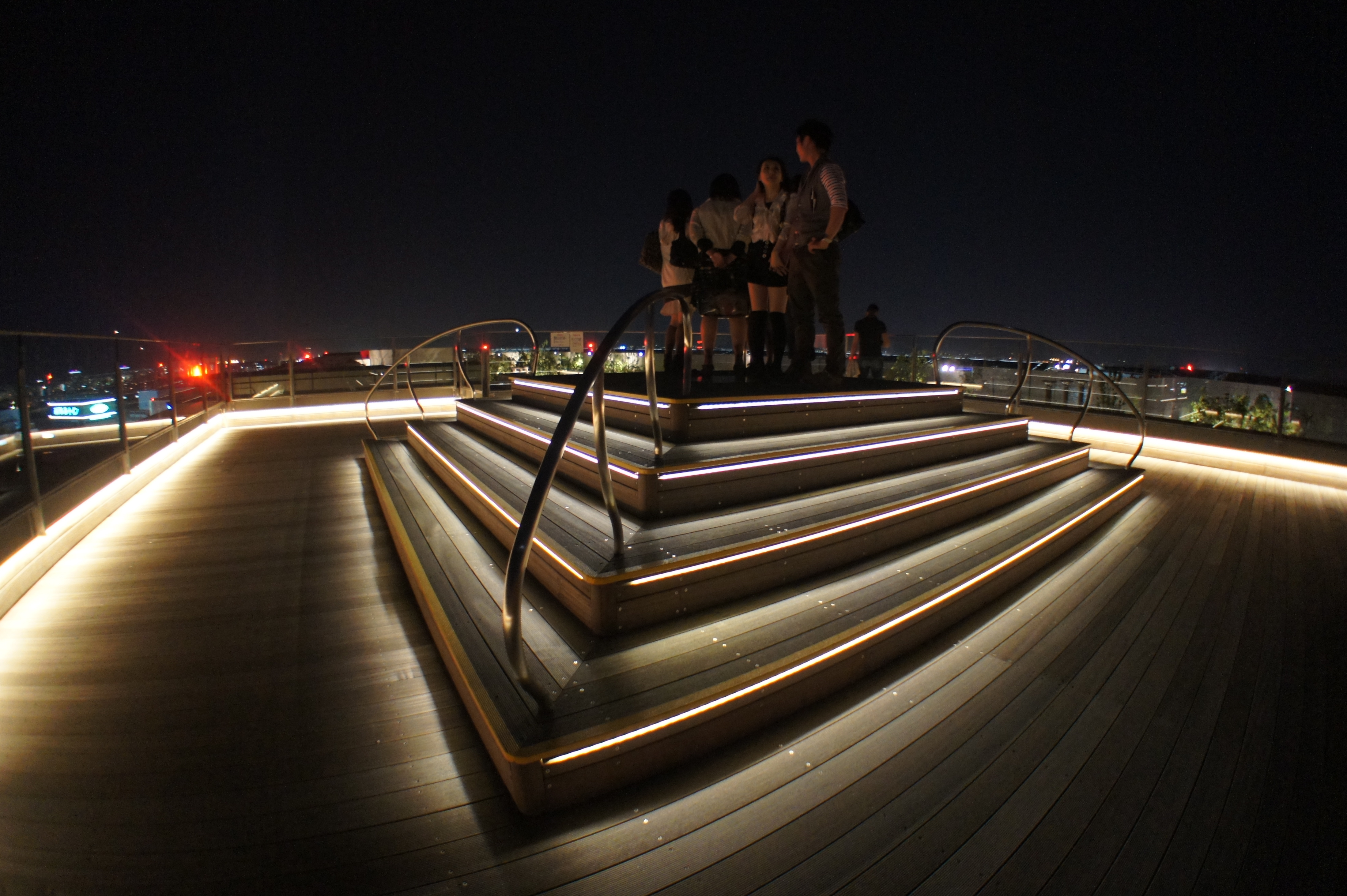
つばめの杜ひろば（夜）
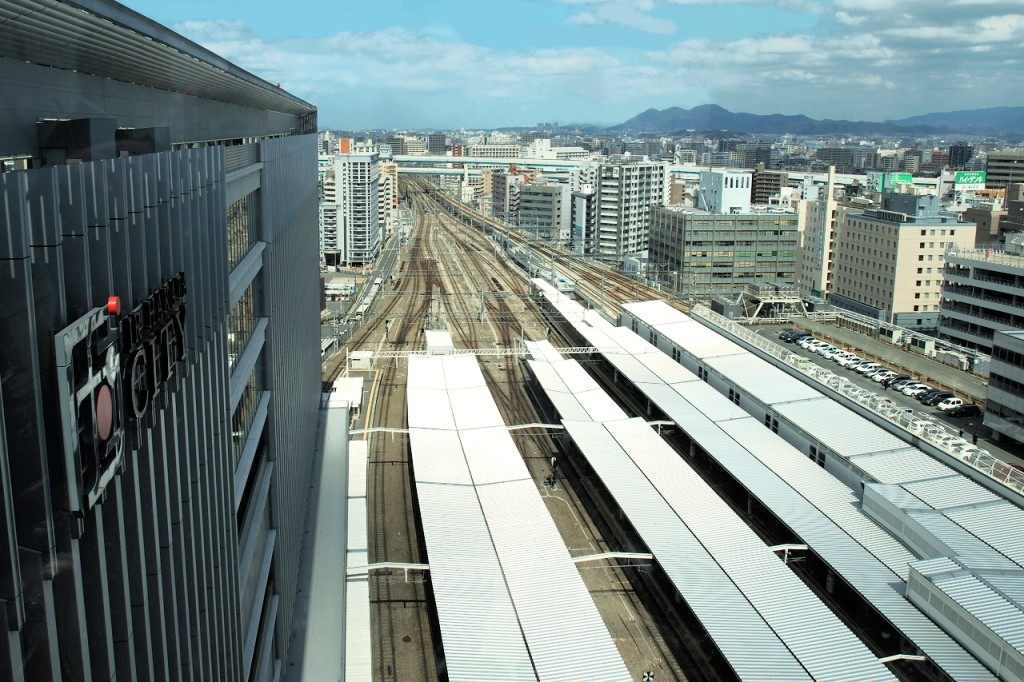
駅構内を望む
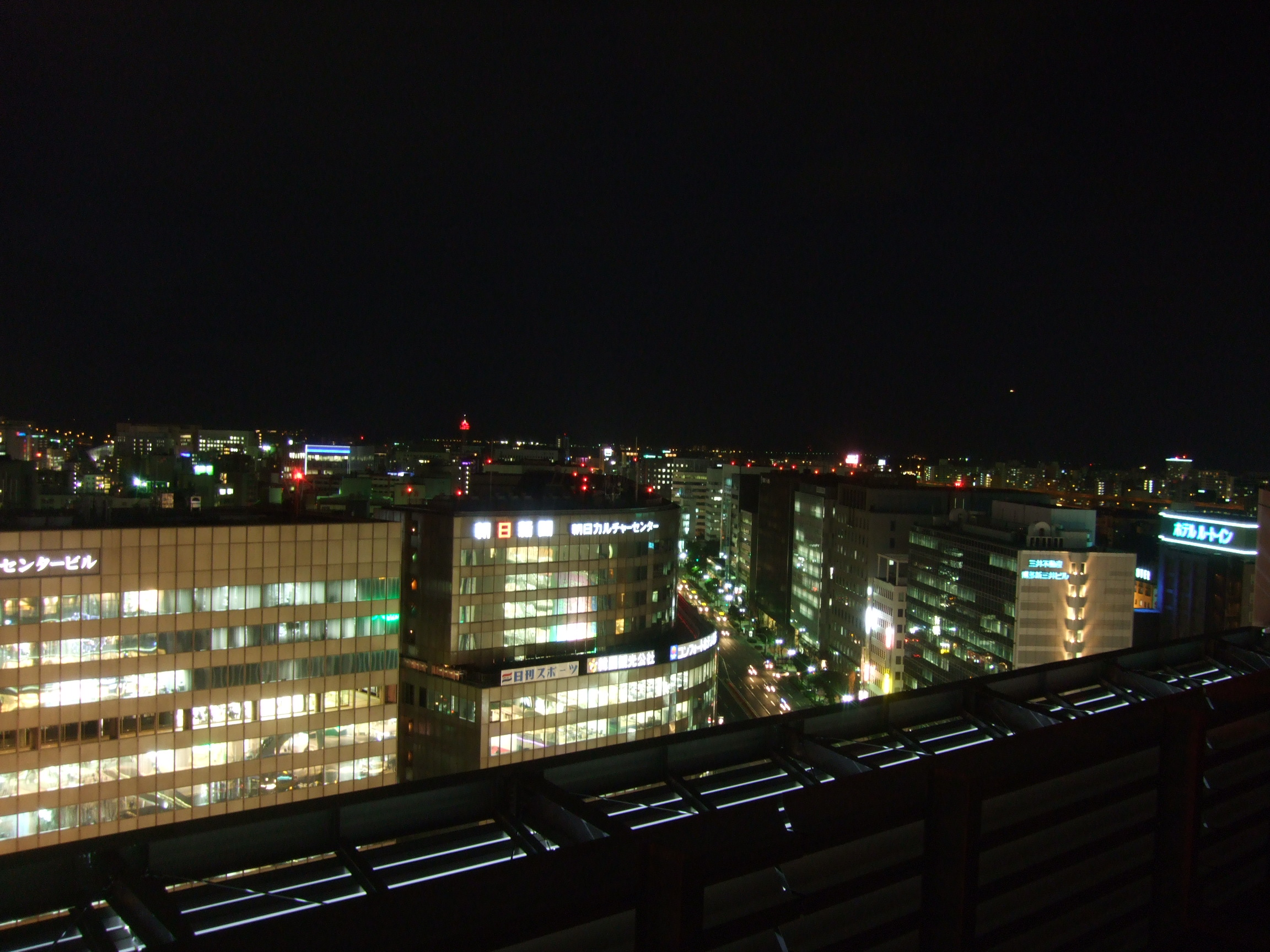
夜景
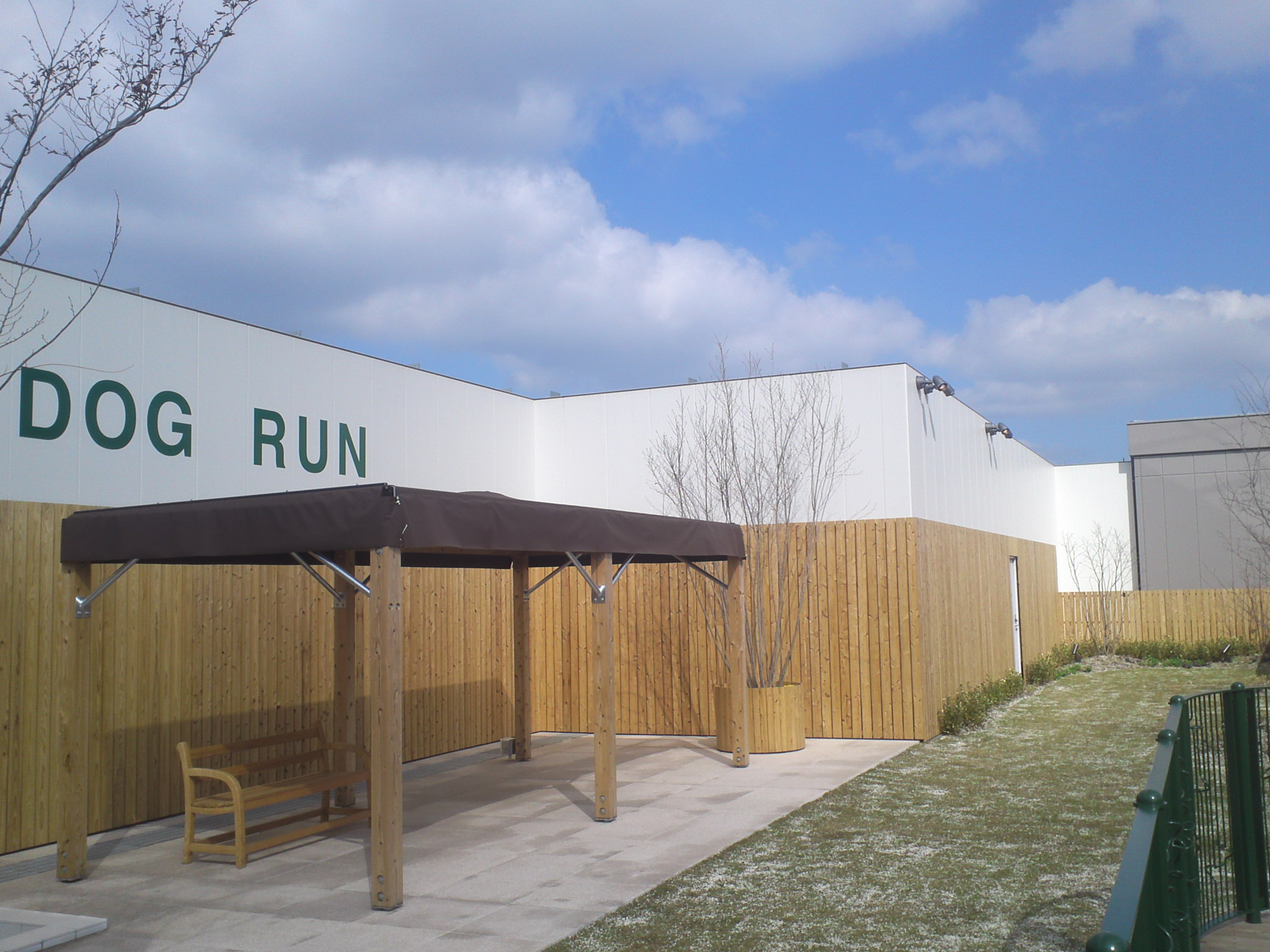
営業していた当時のドッグラン

### 大時計

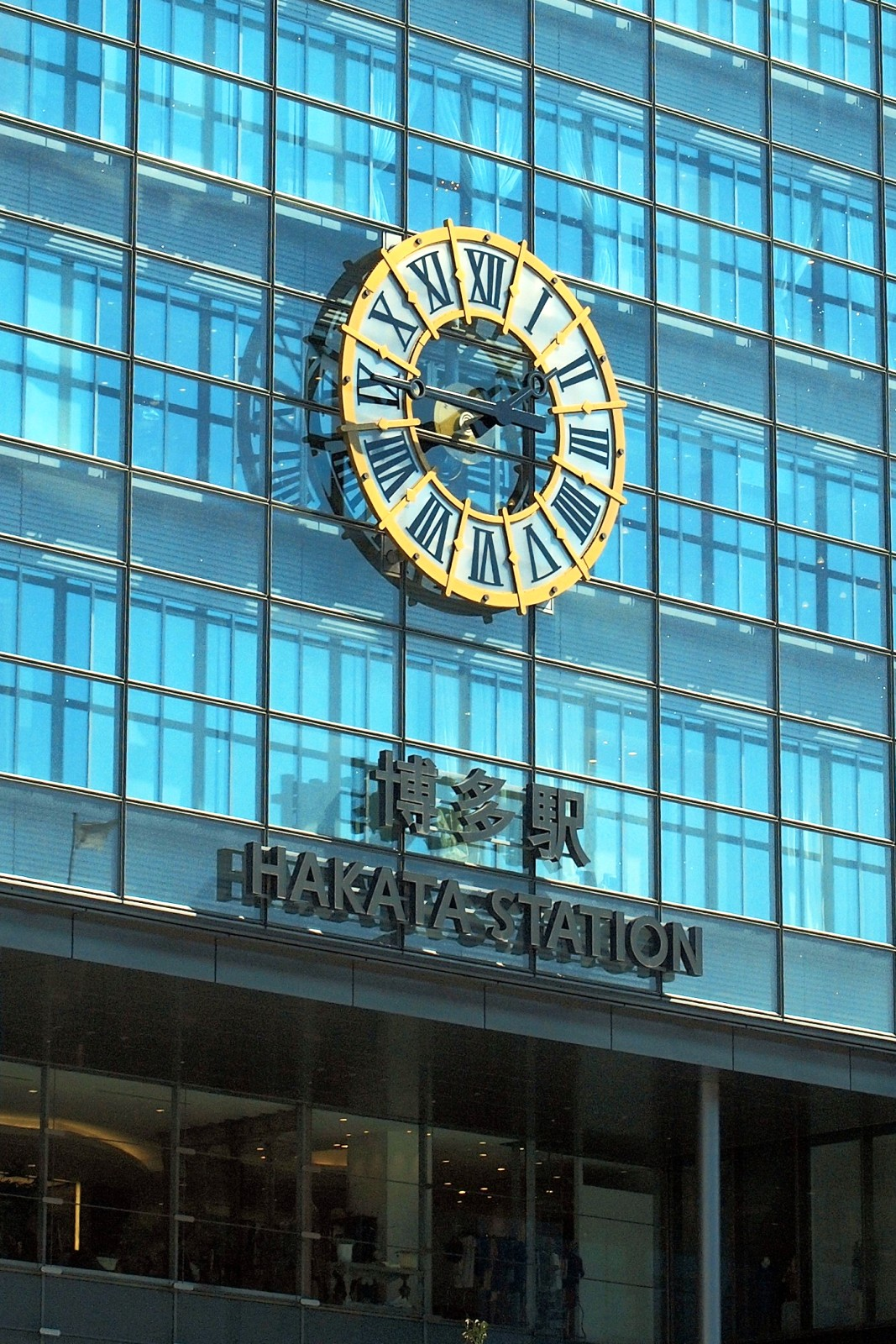
大時計

駅ビル中央部、地上25メートルの5階外壁部に直径約6メートルの大時計が設置されている。指針や文字盤にはLEDが設置され夜間に点灯する。デザインは水戸岡鋭治が手がけている。開業前年の2010年7月頃設置され、翌年の2011年2月24日正午に使用が開始された。同日夕刻には当時のJR九州会長・石原進らを迎えて時計の点灯式が行われた。

### 駅連絡路・改札等
ビル周辺の回遊性を高めるために、ビルを中心として、地上1階および他フロアに新しい水平動線となる通路などが設置されている。なお、博多駅屋上駐車場を除いて、各コンコース、通路、改札口、連絡口は営業時間外もしくは深夜には閉鎖される。
地下1階
ビルの地下1階部分・駅前広場南寄りの地下1階部分 は連携してアミュプラザ博多の地下街路「アミュ地下」となっている。これは既存の福岡市地下鉄空港線コンコース南側にあり、博多駅地下街とも連絡している。また2011年10月31日に開通の、博多口交差点を横断する新地下通路「はかた駅前通り地下通路」とも連絡している。KITTE博多・JRJP博多ビルとも地下街で連絡。七隈線出入口とも接続（「A」および「B」方面出入口）。「博多1番街」、博多阪急の地下1階（「うまちか!」）、JR博多シティ駐輪場、「博多駅地下送迎場」（後述）等と繋がっている。
地上1階

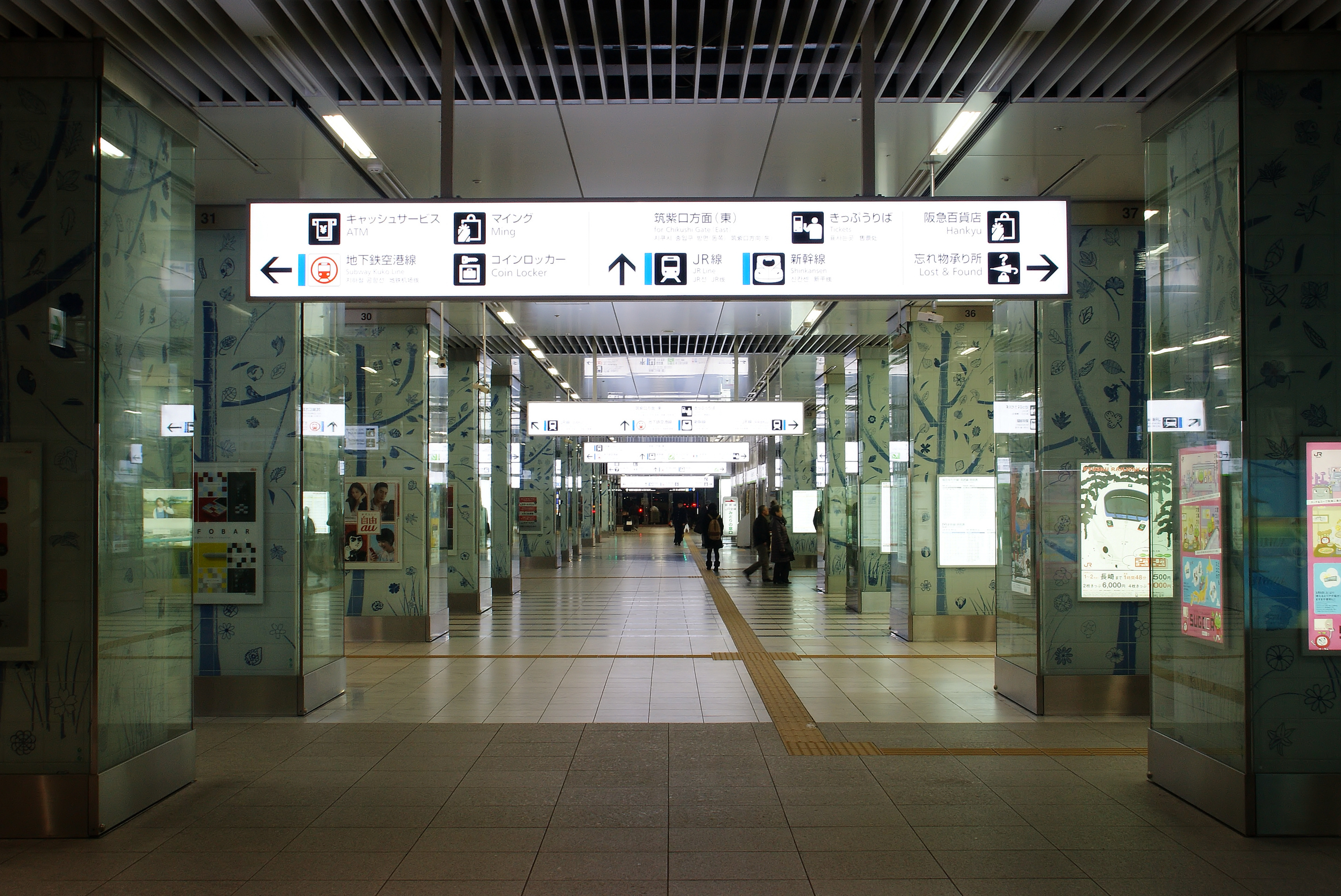
中央コンコース(1階)

既存の筑紫口と博多口を結ぶ中央コンコースの南側、ビル南寄り部分（アミュプラザ博多と博多阪急との境界付近）に、東西にわたる連絡自由通路(サブコンコース)がある。この通路の博多口側の入口は、駅前広場の南寄り部分となり、通路から在来線ホームへ繋がる改札口「阪急百貨店改札口」・「アミュプラザ博多改札口」が設置されている。新通路の筑紫口側は、アミュエスト(AMU EST)の南寄り方面まで繋がっている。
博多阪急内には「郵政側連絡通路」が東西に通され、博多口側は駅ビル南端に出入口があり、直近にKITTE博多がある。筑紫口側は、AMU ESTの南寄り方面に出入口がある。博多阪急内の通路であるため、同店の開店時間のみ利用可能である。
また、中央コンコースも改装され、一部が2階までの大きな吹き抜け構造(ふきぬけの森)となっており、コンコースほか随所には有田焼を使った森をイメージしたタイルアートが設置されている。
AMU ESTの南寄り区画からAMU EST南端の出入口を出ると近傍にヨドバシカメラマルチメディア博多などがある。
地上2階
博多口側には、隣接する博多バスターミナルに通じるペデストリアンデッキを南北にわたり設ける。また、大博通りに面する博多新三井ビル付近の歩道まで、「博多駅歩行者連絡橋」としてデッキが延伸され、同時にJR博多シティから先のデッキ全体に屋根が設置された。同デッキは、KITTE博多・JRJP博多ビル、博多深見パークビル経由でHEARTSバスステーション博多にも延伸された。
地上3階
ビル南寄り部分（博多阪急との境界付近）には、通路・改札口「博多シティ3階改札口」が設置。同通路の改札内は広場状になっておりコーヒースタンドや休憩用のテーブルが並ぶ。在来線ホームの一部には直接連絡する。
3階改札口は乗り換え改札口経由で新幹線コンコースにも連絡していたが、利用状況等の面から、この連絡口は2022年（令和4年）3月1日以降閉鎖された。また、3階改札口は同日以降、在来線かつICカード利用専用となっている。
改札外通路は、筑紫口方向に行くと4階相当の博多駅屋上駐車場へ連絡している。博多口方向はFM FUKUOKAのサテライトスタジオ「FM FUKUOKA JR HAKATA CITY Studio」を併設するオープンテラスに連絡する。
地上4階
博多駅屋上駐車場と博多阪急との連絡口が設置。この連絡口と地上3階「博多シティ3階改札口」は直接階段で連絡。

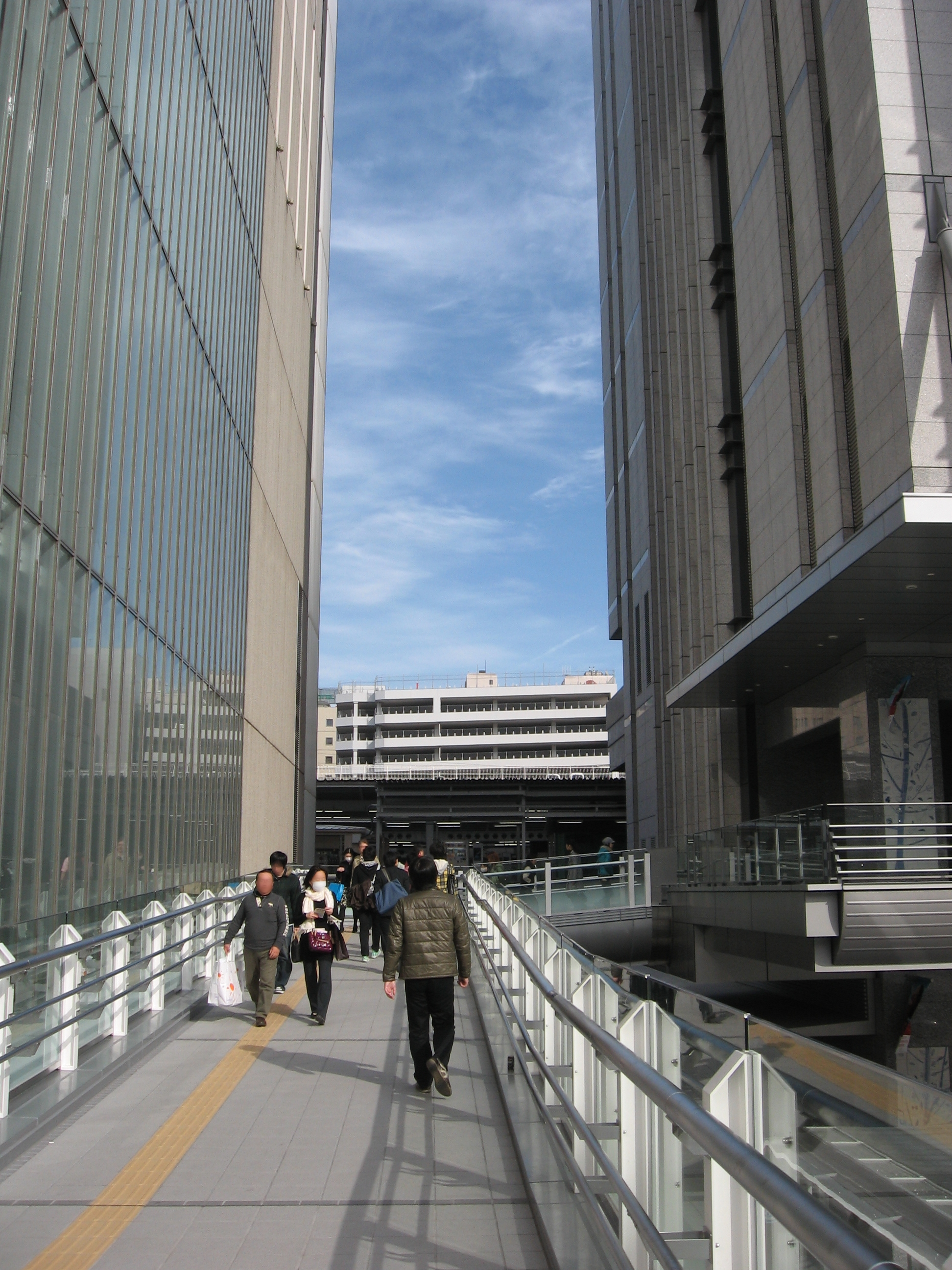
JR博多シティと博多バスターミナル間の2階デッキ（現在は屋根がある）
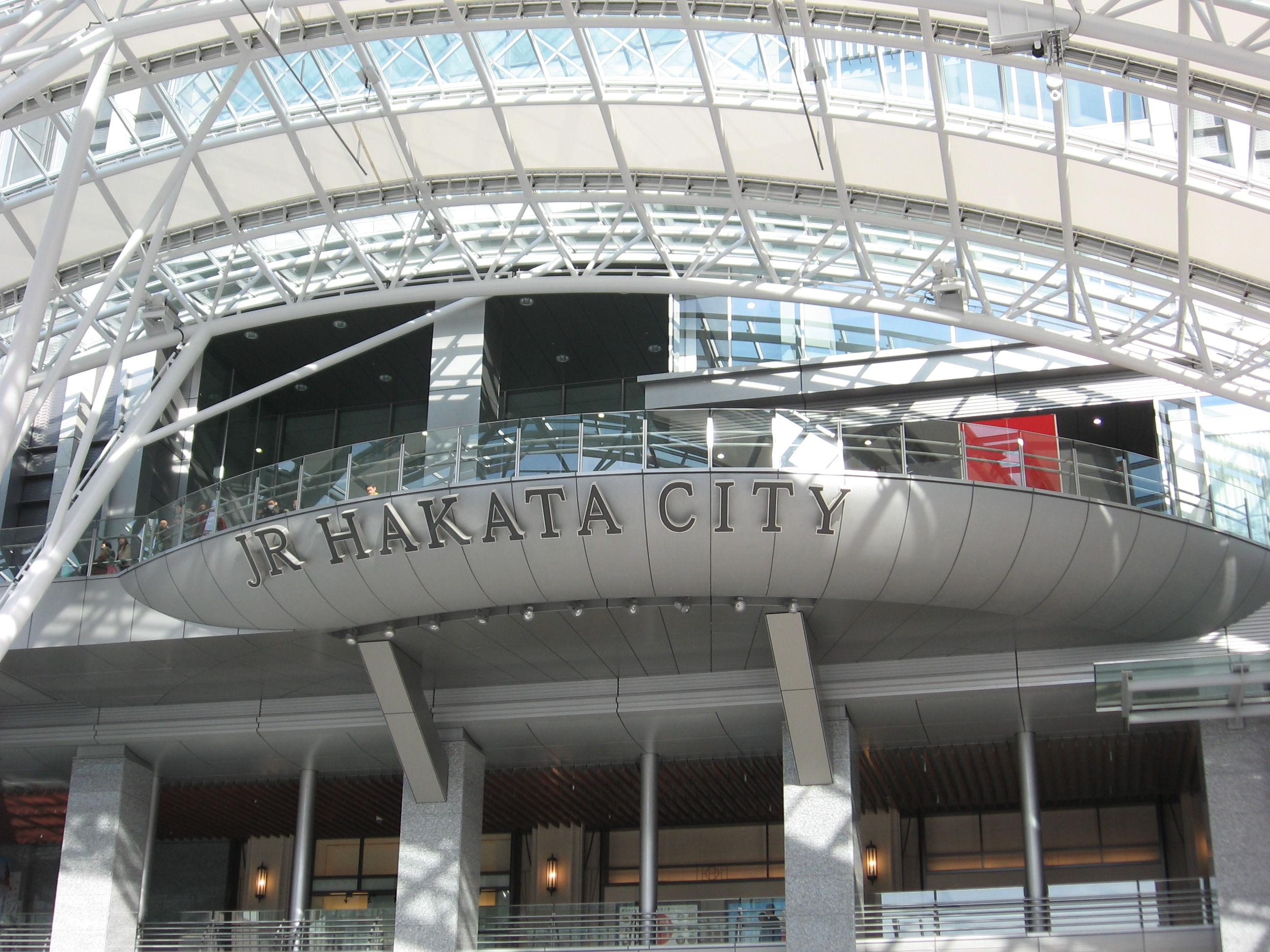
JR博多シティスタジオテラス（3階）
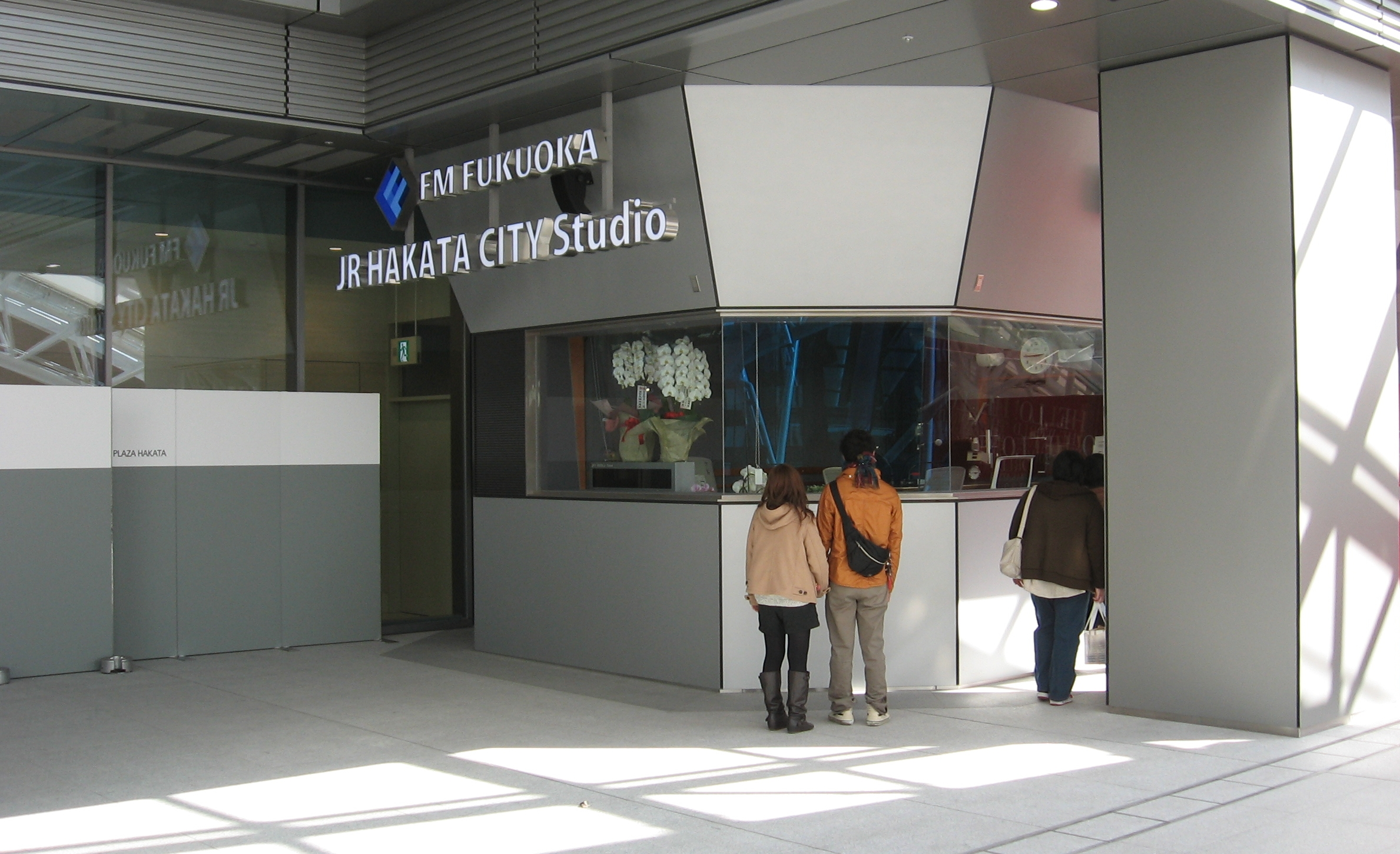
FM FUKUOKA JR HAKATA CITY Studio（3階）
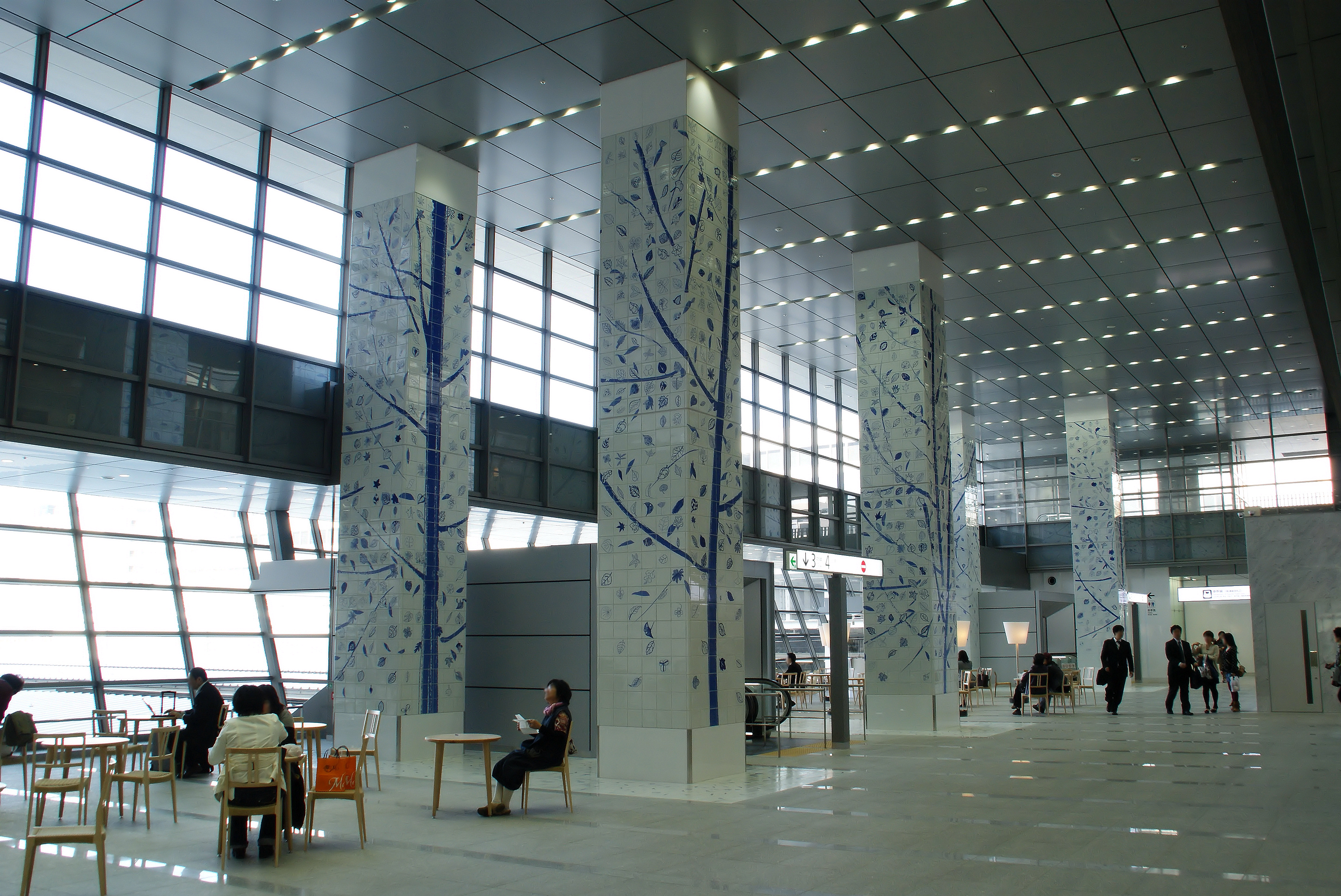
博多シティ3階改札口内

### 駅前広場
駅前広場は福岡市とJR九州の共同事業として整備された。
中央にはケヤキ20本を植樹した「緑陰広場」が整備され、駅工事に伴い撤去されていたヘンリー・ムーアの彫刻作品やモニュメントなどが再び設置された。広場隅に母里太兵衛の銅像もある。
広場南寄りの地下1階には、「JR HAKATA CITY駐輪場」がオープンした。料金は、自転車と50cc未満のバイクが2時間まで駐輪無料。2時間を超えて1日ごとに自転車は100円、バイクは200円となる。
筑紫口にあった交番は警察官立寄所となり、博多駅前警部交番として博多口駅前広場南寄りに移設されている。福岡市の「博多駅前モラル・マナー推進センター」が併設され、博多駅周辺の路上喫煙等への指導を行うとしている。
2011年10月31日には博多口交差点を横断する新地下通路「はかた駅前通り地下通路」、広場地下2階には「博多駅地下送迎場」が新設、供用された。後者については、地下2階に46台の一時駐車場が設置され、また同フロアに一般車地下送迎場、タクシープールが併設されている。送迎場の出入口は、博多口交差点から西方の「はかた駅前通り」上に西向きに設置されている。
また、博多口駅前広場地下3階部分に、約110台分が駐車可能な「JR博多シティ地下駐車場」が新設され、KITTE博多の地下駐車場と接続。出入り口はKITTE博多側となる。
2023年3月27日の地下鉄七隈線の当駅まで延伸開業に伴い、前述の地下3階JR博多シティ地下駐車場部分の西側直近、駅前の博多口交差点直下付近に七隈線関連地下施設が構築され、直近の地下街などと連絡している。

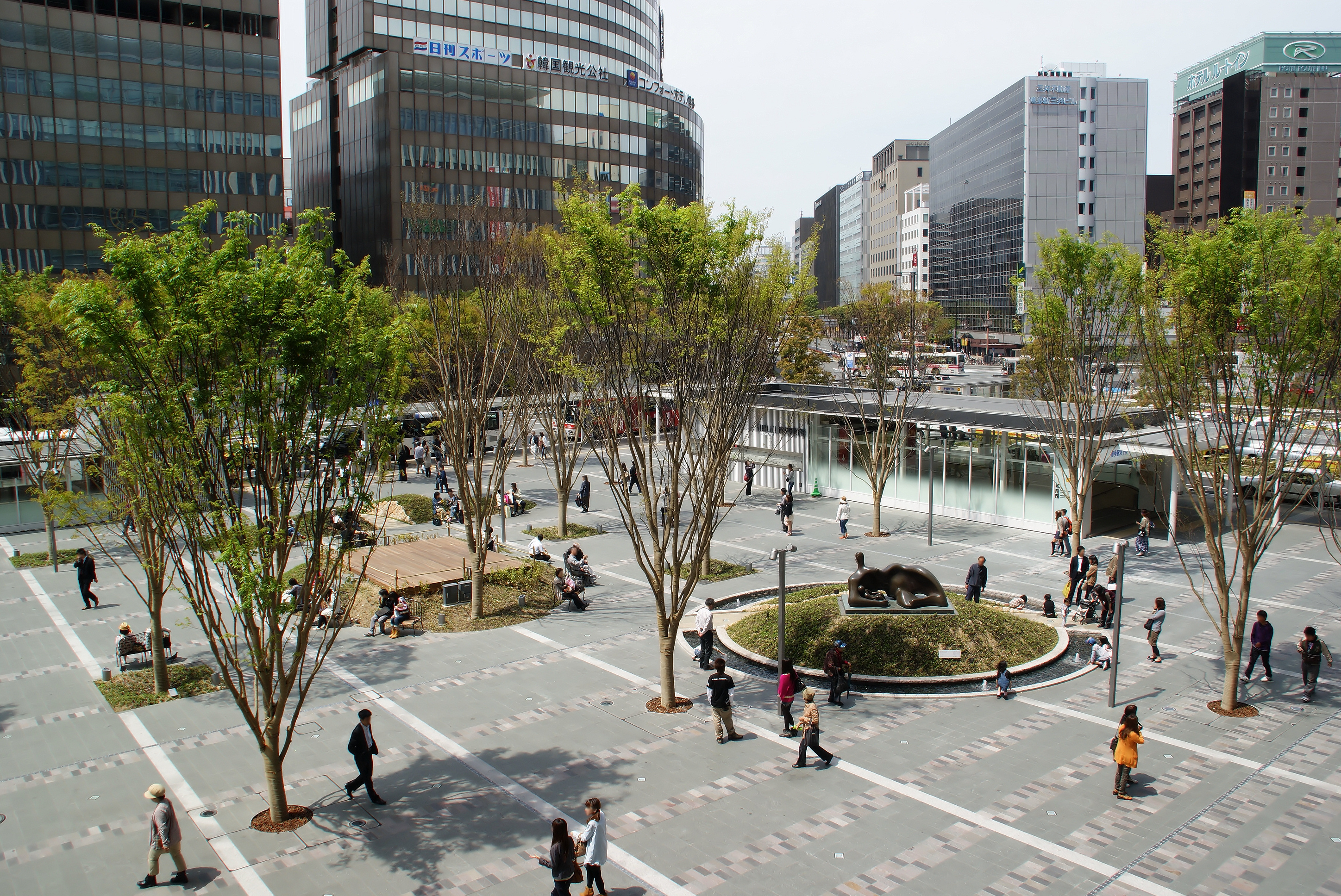
駅前広場
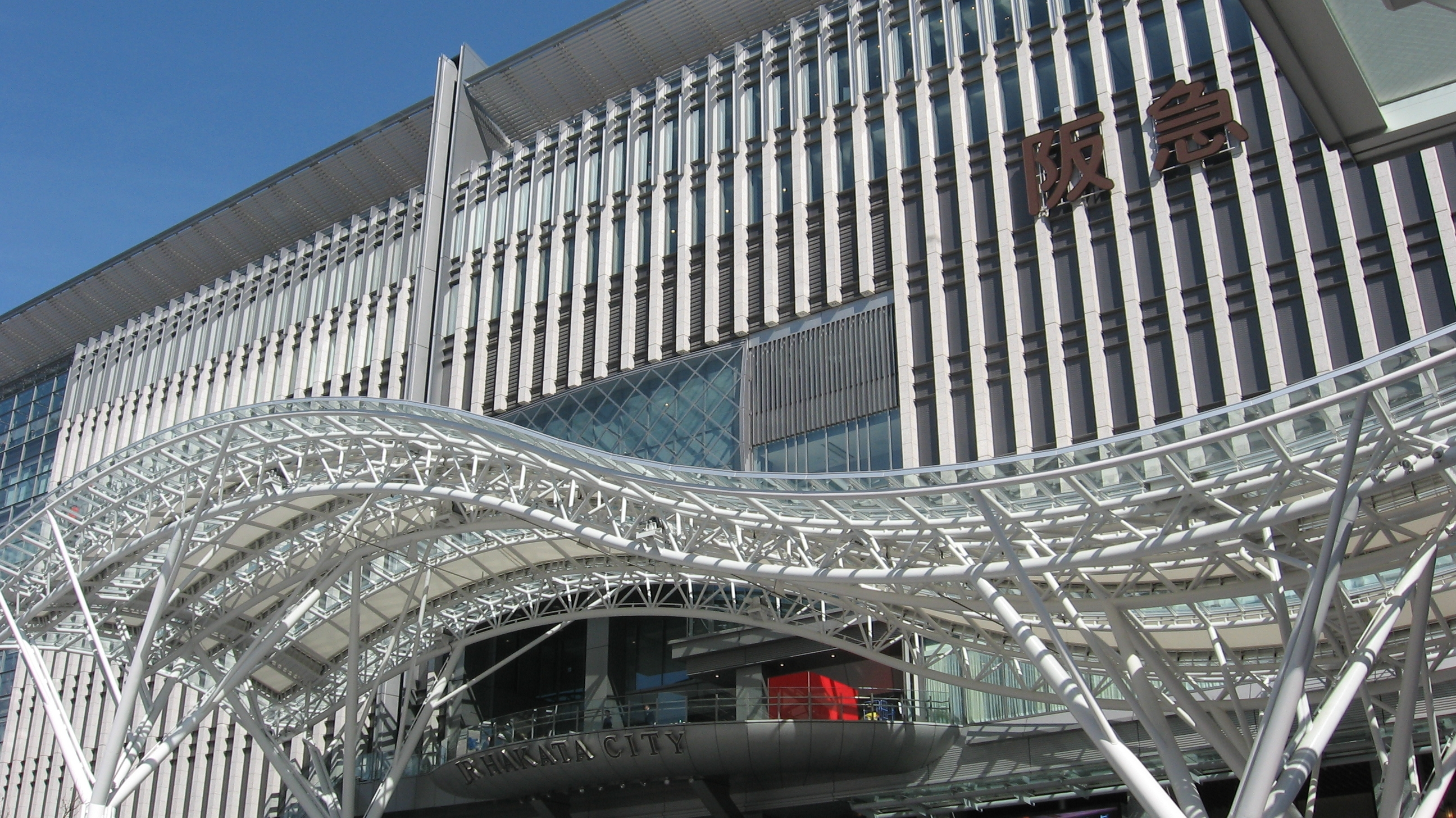
波状の大屋根モニュメント
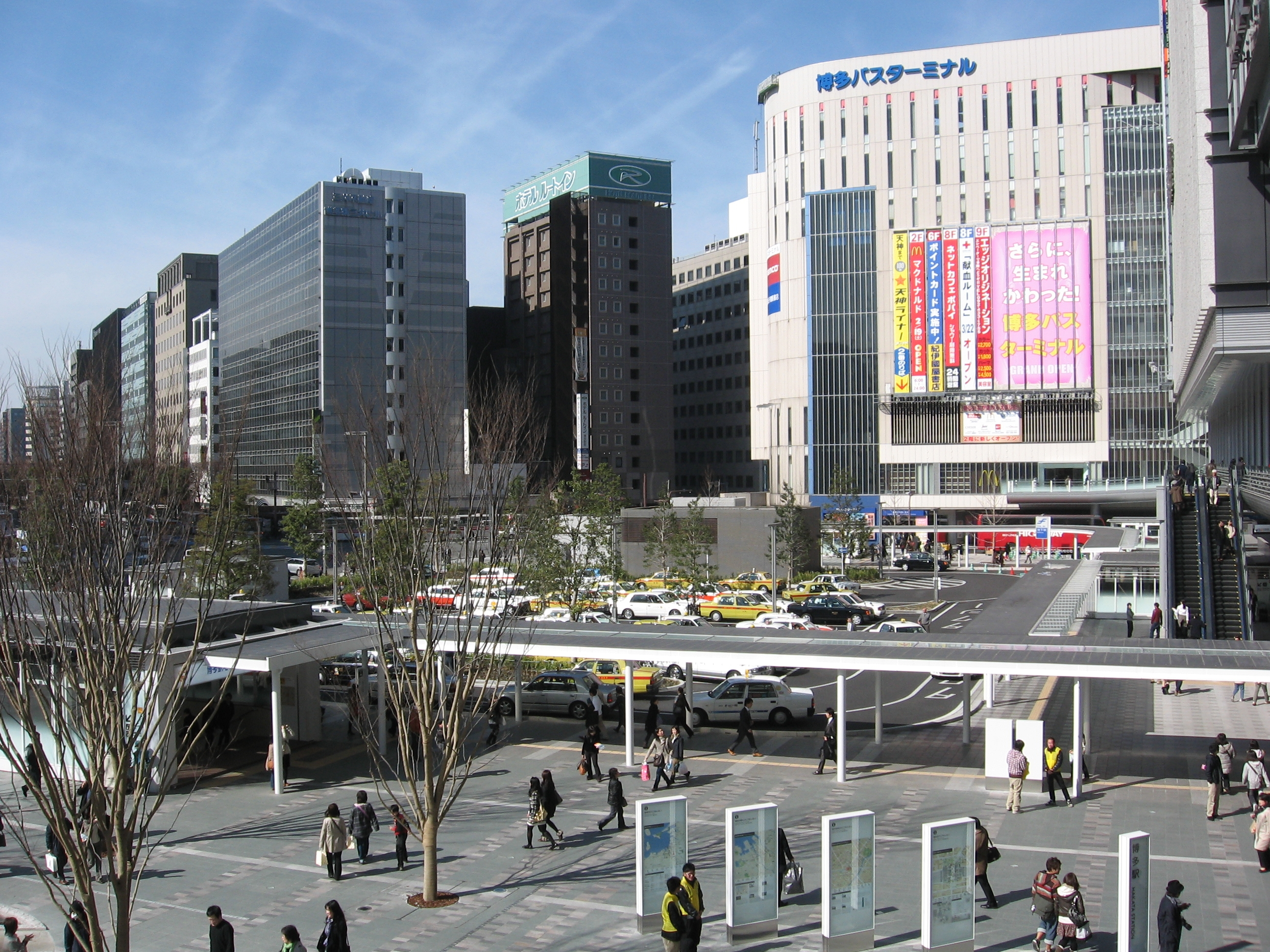
駅前広場とタクシープール
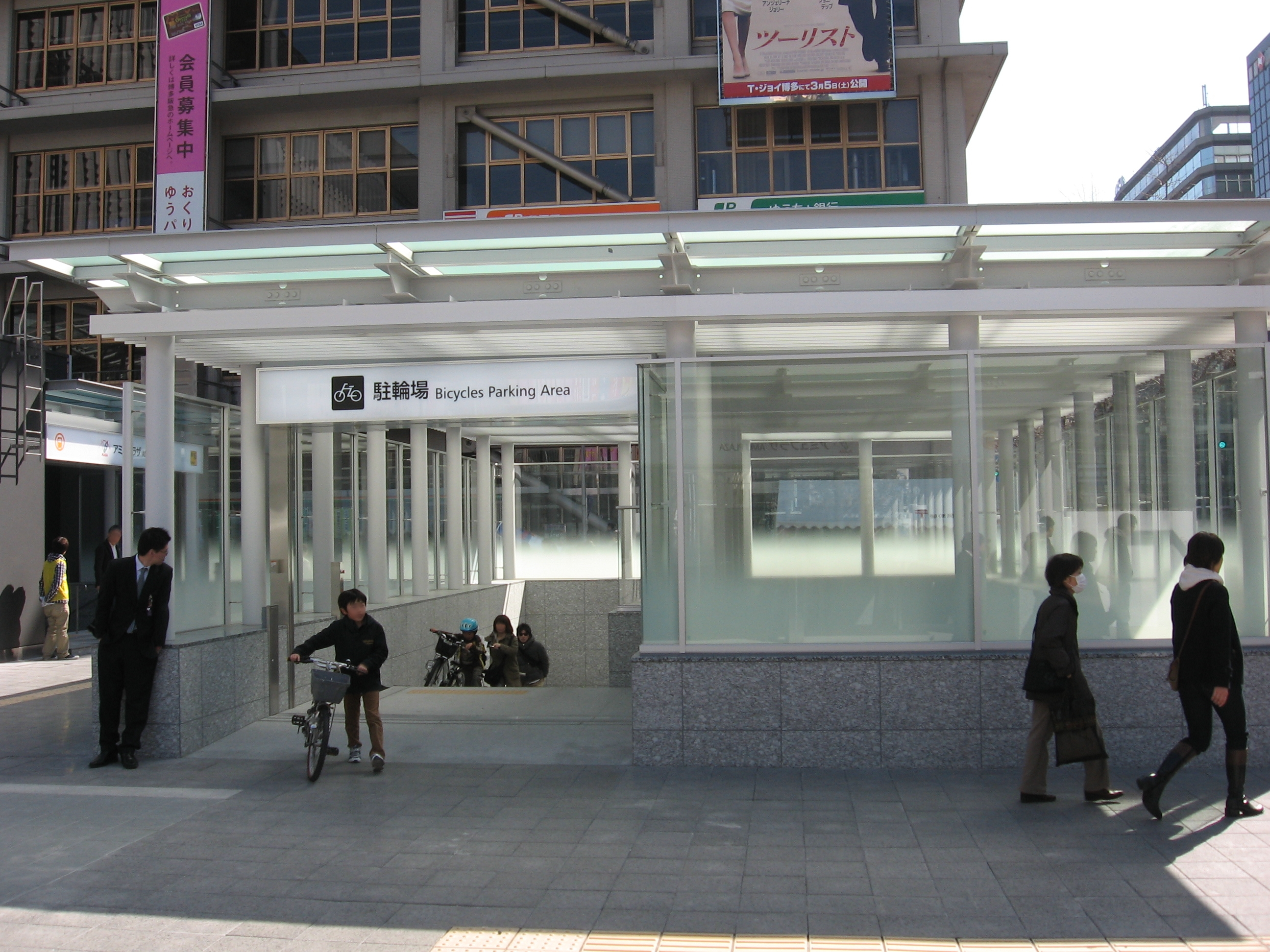
地下駐輪場への入口
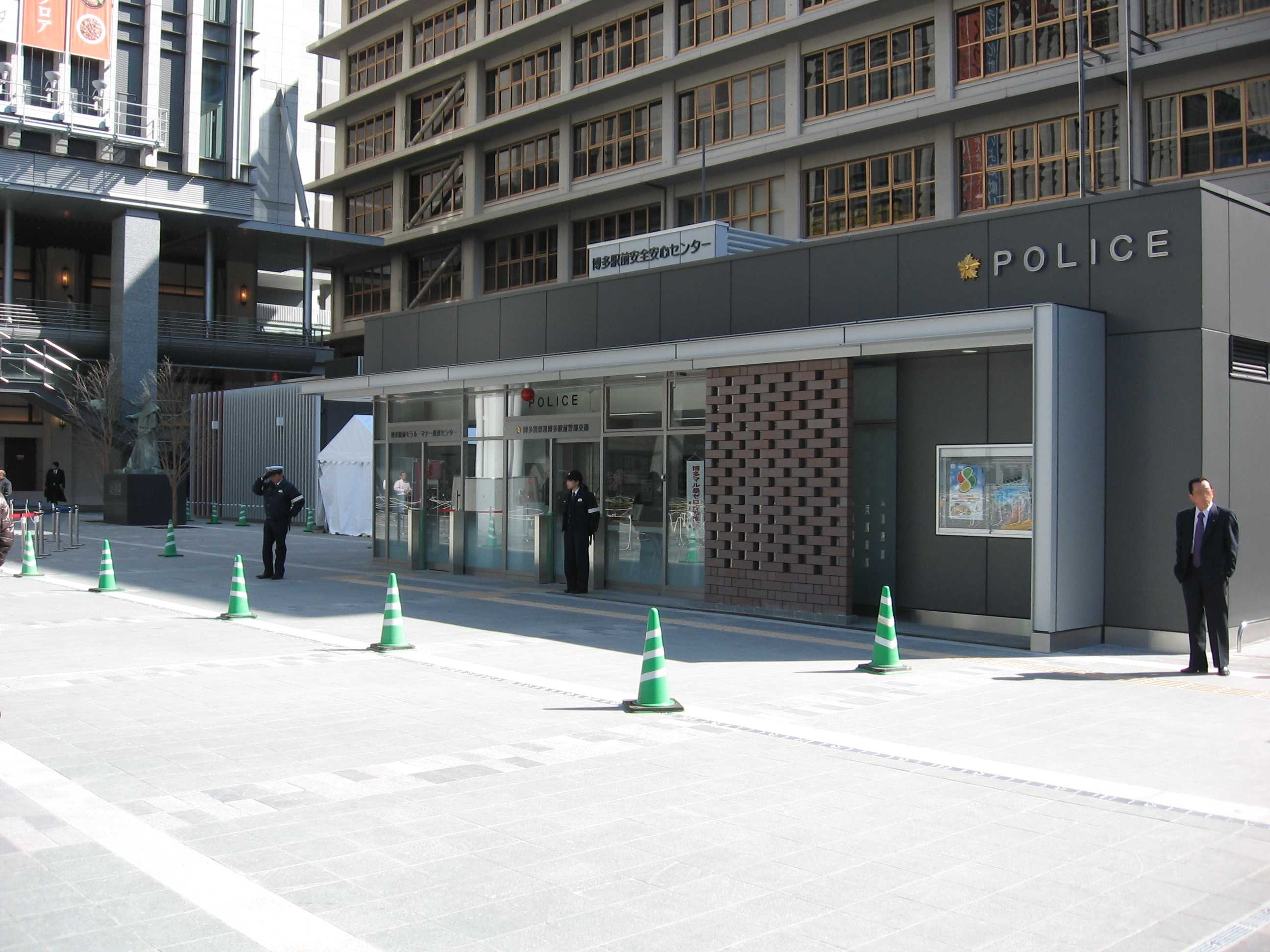
博多駅前警部交番

### タイル画アートプロジェクト
コンコースや屋上などの壁面や床に陶板のタイル画が敷き詰められている。これは「博多駅アート計画」として、2008年にテーマを定めて絵が一般公募され、その絵が有田焼の陶板に焼き付けられ配置されている。水戸岡と日本画家の千住博がアートディレクションを担当した。応募者が描いたタイル画がどこに配置されているかは特設の「タイル画アート検索システム」に名前を入力することで調べることができるようになっている。
JR東日本石巻線女川駅に併設された宮城県女川町営の温泉施設「女川温泉ゆぽっぽ」でも、2015年に再開する際に同様のタイルアートが採用された。同施設でも水戸岡と千住がアートディレクションを務め、一般公募した花の絵が使用されている。

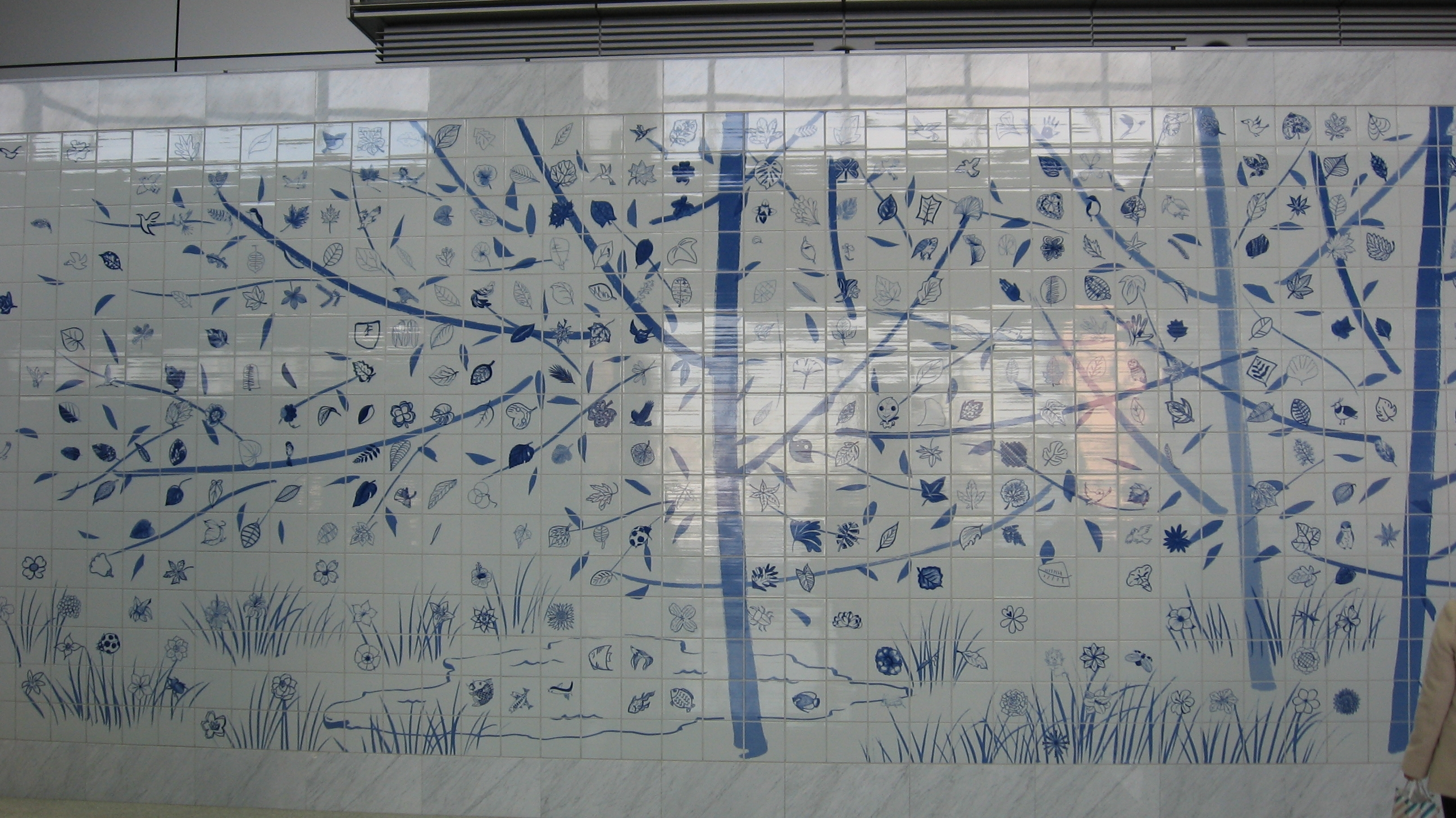
有田焼のタイルアート（博多シティ3階改札口内）

### 駐車スペース等
JR博多シティ開業と同時に新設された駐車スペースは、九州新幹線ホーム上に約150台(出入り口は筑紫口の博多駅屋上駐車場と共用)である。また自転車・バイク等の駐輪場（約800台収容）も設置された。
筑紫口には2007年4月にJR九州・旧本社ビル跡地に立体駐車場（約380台収容）がはいる「JR九州筑紫口ビル」（愛称：EX-SIDE HAKATA〈エキサイド博多〉→現デイトスアネックス）がオープンしている。
このほか、JR博多シティ内のテナント との提携サービス対象となる駐車場は、JR博多シティ関連敷地内のもののほか、博多駅周辺部にも多数あり、詳細は公式サイト を参照のこと。
なお、博多口駅前広場地下2階の「博多駅地下送迎場」は、JR博多シティ内のテナントとの提携サービス対象外である。博多口駅前広場地下3階部分に、約110台分が駐車可能な「JR博多シティ地下駐車場」が新設され、KITTE博多の地下駐車場と接続。出入り口はKITTE博多側となる。

### 工法

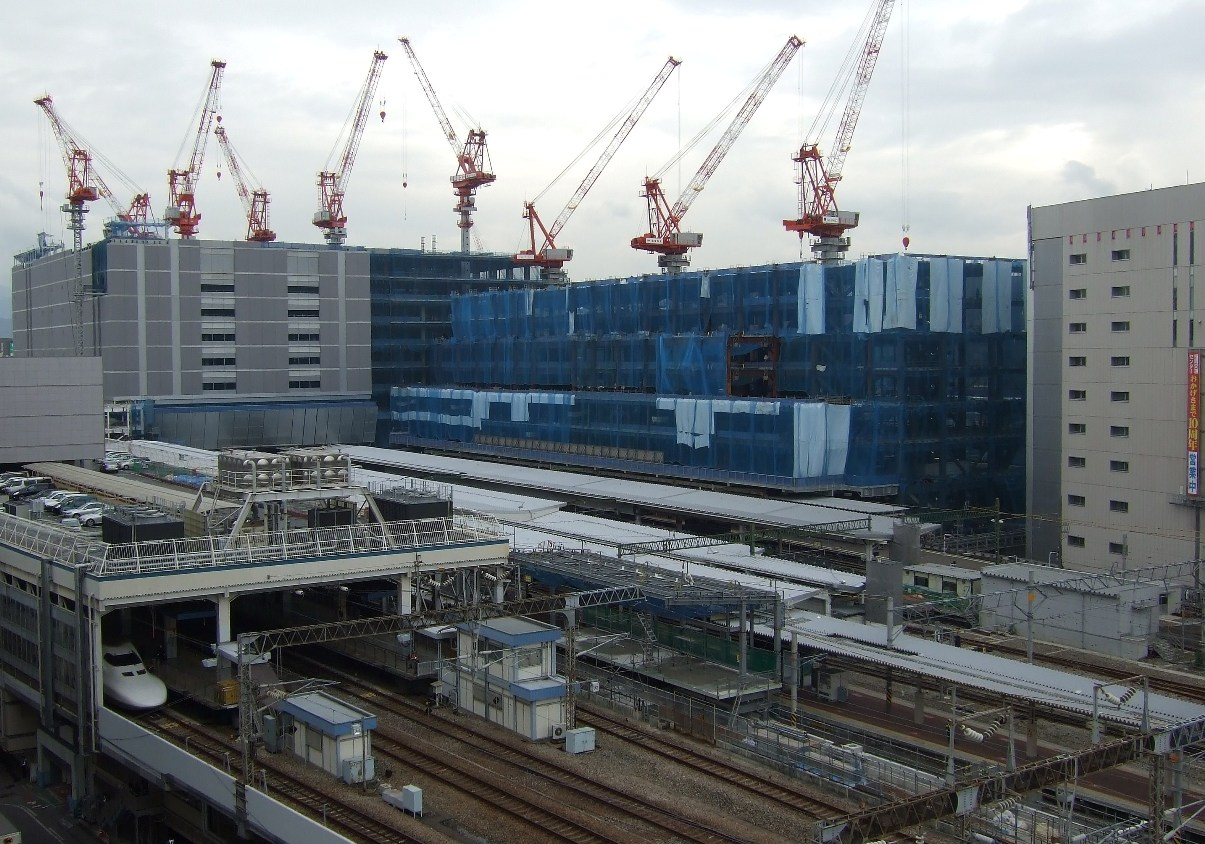
建設中のJR博多シティ（2009年10月）

ビル本体建設工事は2006年3月に駅南寄りの旧駅事務室跡から着工。旧駅ビル部分は井筒屋が2007年3月で営業終了し、解体後、2008年1月頃躯体工事に入った。工事の難関は駅南寄りの線路の上下にせり出す部分で、盛土構造による高架線路を運用しながらビルを建設するため、線路下の盛土を掘削すると同時に線路上下にビル躯体を建設する。工事手順は、各線路沿いに6m間隔で盛土に仮杭を打込み、仮杭間に工事桁を通して線路を仮受けして、盛土を掘削する。あわせてビル躯体建設も進め、ある程度組み上がった時点で仮杭と工事桁を撤去し、ビル躯体で線路とホームを支える。掘削は、幅100m、奥行約70mの広さを4層（地上1階 - 地下3階部分）にわたり1フロア分ずつ4段階で実施する。
線路路盤の、盛土から仮杭、また仮杭からビル躯体への移し替えは、駅の終電から始発まで限られた時間帯に毎日少しずつ進捗させた。十分な施工空間が確保できない状況で、列車ダイヤに影響が無いよう、空間と時間に制約を受けた難工事であったと言う。線路路盤はフローティングスラブとコイルばねで支えられており、列車がホームを通ってもビル内にはほとんど振動・騒音が伝わらない設計になっている。
旧駅ビルの地下には福岡市地下鉄空港線が通っており、旧駅ビルを解体すると地下水の揚圧力により空港線の躯体が浮き上がるという問題があり、事前にグラウンドアンカーとコンクリート注入を行って躯体を固定する工事を行っている。

## JR博多シティ開業による変化と周辺への影響
JR博多シティと九州新幹線開業により九州各地、特に新幹線の開業する熊本県や鹿児島県などでは商業需要がJR博多シティを筆頭とした福岡都市圏へ流失する、いわゆるストロー現象がよりいっそう激化するだろうと、オープン前にはさかんに議論されていた。しかし蓋を開けてみると、周辺地域への大きなストロー現象はほとんど起きていない。
一方、JR博多シティとともに回遊性が増し、福岡を訪れる人が増加することで商圏がこれまで以上に広がるであろうと見ていた繁華街・天神界隈の百貨店や専門店、またキャナルシティ博多はJR博多シティの開業後大きく売り上げを落としている。2011年夏から秋にかけて相次いで増床や改装、新ブランドの投入など対決姿勢を強め、JR博多シティとの競合に挑んでいる。